# Endonuclease
Endonuclease là các enzyme cắt liên kết phosphodiester trong một chuỗi polynucleotide. Một số, chẳng hạn như Deoxyribonuclease I, cắt DNA tương đối không đặc hiệu (không
liên quan đến trình tự), trong khi nhiều, thường được gọi là các endonuclease giới hạn hoặc các enzyme giới hạn, chỉ cắt ở các trình tự nucleotide rất cụ thể hay đặc hiệu. Endonuclease khác với exonuclease, trong khi exonuclease sẽ cắt các phần đầu mút của chuỗi thì endonuclease lại phần ở giữa. Tuy nhiên, một số enzyme không giới hạn hoạt tính nuclease của chúng, có thể biểu hiện những đặc tính vừa endo- vừa giống như exo-. Bằng chứng cho thấy rằng, hoạt động endonuclease có độ trễ so với hoạt động của exonuclease.

Một vị trí nhận dạng đối xứng nên có thể đọc giống nhau trên sợi đảo ngược giống như trên sợi xuôi khi cả hai đều được đọc theo cùng một hướng.

Các enzyme hạn chế là các endonuclease từ vi khuẩn thật và vi sinh vật cổ có nhận thể nhận diện một trình tự DNA đặc hiệu. Trình tự nucleotide được nhận ra để một enzyme giới hạn cắt thì được gọi là vị trí giới hạn. Thông thường, một vị trí giới hạn sẽ là một trình tự đối xứng (chẳng hạn như ATGAT) dài khoảng bốn đến sáu nucleotide. Hầu hết các endonuclease hạn chế cắt sợi DNA không đồng đều, để lại các đầu sợi đơn bổ sung. Những đầu này có thể kết nối lại với nhau và được gọi là "đầu dính". Sau khi ghép nối, liên kết phosphodiester của các đoạn DNA có thể được nối với nhau bởi enzyme DNA ligase. Có hàng trăm endonuclease hạn chế đã được biết cho đến nay, mỗi loại tấn công một vị trí hạn chế khác nhau. Các đoạn DNA được phân tách bởi cùng một endonuclease có thể được kết hợp với nhau bất kể nguồn gốc của DNA. DNA như vậy được gọi là DNA tái tổ hợp; DNA được hình thành bởi sự tham gia của các gen vào các kết hợp mới. Endonuclease giới hạn (enzyme giới hạn) được chia thành ba loại, loại I, loại II và loại III, theo cơ chế hoạt động của chúng. Các enzyme này thường được sử dụng trong kỹ thuật di truyền để tạo ra DNA tái tổ hợp để đưa vào tế bào vi khuẩn, thực vật hoặc động vật, cũng như sử dụng trong sinh học tổng hợp.